# Büntető ököl
A Büntető ököl (eredeti cím: Brawl in Cell Block 99) 2017-ben bemutatott amerikai filmdráma, thriller, melyet S. Craig Zahler írt és rendezett. A főszereplők Vince Vaughn, Jennifer Carpenter, Don Johnson, Udo Kier, Marc Blucas és Tom Guiry. 
A film forgatása 2016. augusztus 15-én kezdődött New Yorkban.
A 74. Velencei Nemzetközi Filmfesztiválon vetítették le, majd a mozikban 2017. október 6-ától látható. Magyarországi DVD-megjelenése: 2018. február 23.

## Cselekmény
Bradley Thomas (Vince Vaughn) egykori bokszoló és drogfutár autójavítással foglalkozik, de létszámleépítés miatt elveszíti munkáját. Hazaérve meglátja felesége, Lauren (Jennifer Carpenter) kiszívott nyakát és a nő bevallja neki, hogy viszonya van. A feldühödött Bradley beküldi feleségét a házba, majd puszta kézzel szétveri annak autóját. Lehiggadva megbeszéli Laurennel kapcsolatukat, megbocsát neki és úgy dönt, ismét drogfutárkodni fog.
Tizennyolc hónappal később Bradley és az immár terhes Lauren jobb anyagi körülmények közt él. Bradley főnöke, Gil bemutatja őt új üzlettátársának, Elazarnak és arra utasítja, menjen el Eleazer két emberével egy drogszállítmányért. A kikötőbe mennek és megszerzik a drogot, azonban Bradley rájön, hogy a rendőrség csapdát állított, ezért le akarja fújni az akciót. Eleazar emberei nem hallgatnak rá és tűzharcba keverednek a rendőrökkel, Bradley társai ellen fordul, egyiküket megölve. Bár így megmentette a rendőrök életét, de mivel nem hajlandó kiadni a megbízója nevét, Bradleyt hét év börtönre ítélik.
Pár nap múlva Laurent Eleazar emberei elrabolják lakásából. Bradley a börtönben látogatót kap, aki a mexikói drogfőnök megbízottja. Azzal fenyegeti meg Bradleyt, hogy a magzatot kioperálják feleségéből és elküldik neki, ha nem működik együtt velük. Ennek elkerülésére meg kell ölnie Christopher Bridge-t, aki egy Redleaf nevű, maximális biztonságú és meglehetősen régi építésű börtön rabja. Bradley rátámad az őrökre, így hamar átszállítják a másik börtönbe. Ezt az intézményt a szadista Tuggs felügyeli, aki börtönőreivel kegyetlenül bánik a rabokkal, köztük Bradleyvel is. Bradley megtudja, hogy a célszemély a 99-es blokkban tartózkodik, az őrökre támadva ő is átkerül ide. Itt egy elektromos övet adnak rá, mellyel fogvatartói tetszőleges időpontban kínozhatják fájdalmas áramütésekkel. Bradley egy rabtársától megtudja, Christopher Bridge valójában nem létezik.
Wilson, a Redleaf egyik börtönőre egyik éjjel egy másik cellába kíséri Bradleyt, ahol Eleazar és bandája saját szórakoztatásukra megkínozzák a rabot. Bradley azonban őrült tervet eszel ki: hatástalanítja a derekára csatolt elektromos övet, Wilsontól és annak társától (akit Bradley akció közben véletlenül megöl) megszerzi a bilincsek és a cellák kulcsait, majd lemészárolja Eleazar embereit. A bandavezér felhívja a Laurent fogságban tartó emberét és elrendeli az abortuszt, de Bradley addig kínozza Eleazart, amíg az a telefonban vissza nem vonja a parancsot.
Eleazar emberei épségben elviszik Laurent Gil házához, itt Gil és Lauren egy elrejtett puskával agyonlövi őket. Bradley telefonon elbúcsúzik Laurentől és meg nem született gyermekétől. Feleségét biztonságban tudva Bradley visszatér cellájába Eleazarral és addig tapossa a fejét, míg az le nem szakad. Ezután megadja magát Tuggsnak és embereinek, akik több lövéssel kivégzik.

## Szereplők
| Szerep                        | Színész             | Magyar hang      |
| ----------------------------- | ------------------- | ---------------- |
| Bradley Thomas                | Vince Vaughn        | Kamarás Iván     |
| Lauren Thomas                 | Jennifer Carpenter  | Bánfalvi Eszter  |
| Tuggs börtönigazgató          | Don Johnson         | Gáspár Sándor    |
| Végrehajtó                    | Udo Kier            | Végh Péter       |
| Gil                           | Marc Blucas         | Papp Dániel      |
| Balos                         | Willie C. Carpenter | Borbiczki Ferenc |
| Denise, ügyintéző a börtönben | Pooja Kumar         | Szabó Emília     |
| Wilson                        | Tom Guiry           | Elek Ferenc      |